# Hook (Londres)
Pour les articles homonymes, voir Hook.
Hook est une zone anglaise située au sud-ouest de Londres, dans le borough royal de Kingston upon Thames.